# Бобровники (Бендзинський повіт)
Бобровники (пол. Bobrowniki, нім. Bobrownik) — село в Польщі, у гміні Бобровники Бендзинського повіту Сілезького воєводства.
Населення — 2977 осіб (2011).
У 1975-1998 роках село належало до Катовицького воєводства.

## Демографія
Демографічна структура станом на 31 березня 2011 року:
|          | Загалом | Допрацездатний вік | Працездатний вік | Постпрацездатний вік |
| -------- | ------- | ------------------ | ---------------- | -------------------- |
| Чоловіки | 1410    | 249                | 971              | 190                  |
| Жінки    | 1567    | 220                | 912              | 435                  |
| Разом    | 2977    | 469                | 1883             | 625                  |